# Mumija iz San Andrésa
Mumija iz San Andrésa je človeška mumija, ki pripada kulturi Gvanči, ki so bili starodavni prebivalci Kanarskih otokov v Španiji.
Je ena najbolje ohranjenih mumij Gvančev in je ena redkih, ki ima pravo ime Mumija San Andrésa. Poimenovanje se nanaša na kraj, kjer je bil odkrit moški primerek, podobno kot so mumije v močvirjih v severni Evropi poimenovali po lokalnih toponimih (Med drugim Lindow Man, Grauballe Man in Tollund Man).

## Značilnost
Mumija je moški, star približno 25 do 30 let, delno prekrit s kozjo kožo s 6 trakovi, ki jo obdajajo. Našli so ga v jami v grapi zunaj vasi San Andrés. Mumijo so našli v masivu Anaga, območju na otoku Tenerife, ki je bogato z arheološkimi najdbami. Domneva se, da je bila mumija morda Mencey (staroselski kralj) ali vodilna oseba v družbi Gvančev tistega časa.
Velja za najboljšo mumijo Gvančev, ohranjeno v muzeju in najbolj reprezentativno.

## Podatki o mumiji
- Spol: moški
- Starost: 25 do 30 let
- Kultura: Gcanči
- Tip mummifikacije: ceremonialna mumija
- Vrsta pokopa: grobna jama
- Lokacija: Anaga (Tenerife).
- Razstavljeno v: Muzeju narave in človeka (Santa Cruz de Tenerife)
- Zanimivosti: Najdeno na leseni plošči (zdaj ta plošča ni prikazana javnosti)

## Odkritje
Natančno leto njenega odkritja ni znano, čeprav je znano, da je bila najdena v jami v grapi na obrobju mesta San Andrés na leseni deski in zraven več skledic kot daritve. V nadaljevanju lesena deska trenutno ni na ogled javnosti.
Po odkritju je bila razstavljena v mestnem muzeju Santa Cruz de Tenerife, dokler leta 1958 ni postala del zbirk Muzeja narave in arheologije (Museo de la Naturaleza y el Hombre) Santa Cruz de Tenerife, kjer je trenutno.